# Rosella Postorino
Rosella Postorino (Reggio Calabria, 27 agosto 1978) è una scrittrice italiana.

## Biografia
Cresciuta in Liguria, a San Lorenzo al Mare, ha conseguito la laurea in scienze cognitive presso la facoltà di Lettere e Filosofia dell'Università di Siena nell'anno accademico 2001-2002. Dal 2001 vive a Roma, dove lavora nel campo dell'editoria.
Esordisce nella narrativa nel 2004 con il racconto In una capsula all'interno dell'antologia Ragazze che dovresti conoscere. Nel 2007 è uscito il suo primo romanzo, La stanza di sopra, con il quale ha vinto il Premio Rapallo nella sezione Opera Prima ed è stata fra i dodici libri candidati al Premio Strega.
Nel 2009 ha pubblicato L'estate che perdemmo Dio (Premio Benedetto Croce - sezione Narrativa e Premio speciale della giuria Cesare De Lollis -) e Tu (non) sei il tuo lavoro all'interno di Working for paradise; nel 2013 ha pubblicato Il corpo docile (Premio "Città di Penne"). Ha tradotto e curato alcune opere della scrittrice Marguerite Duras.
Con il romanzo Le assaggiatrici, pubblicato nel 2018, ha vinto il Premio Campiello, il Premio Pozzale Luigi Russo, il Premio Rapallo, il Premio Vigevano Lucio Mastronardi, il Premio Letterario Chianti, il Premio Wondy, il Premio Sognalib(e)ro e, in Francia, il Prix Jean-Monnet. Da questo romanzo, tradotto in più di 32 lingue, nel 2025 è stato tratto un film diretto da Silvio Soldini.
Nel 2019 ha pubblicato il suo primo libro per bambini: Tutti giù per aria.
Nel 2020 è stata premiata agli Alumni USiena Awards «Per la capacità di indagare, attraverso la scrittura, la complessità e l'ambivalenza dell'animo umano, interrogandosi e vivendo paure, emozioni e ossessioni senza nascondersi».
Con il romanzo Mi limitavo ad amare te (Feltrinelli Editore) nel 2023 si è classificata al secondo posto al Premio Strega.

## Opere

### Romanzi
- La stanza di sopra, Vicenza, Neri Pozza, 2007 ISBN 978-88-545-0165-2. ; Feltrinelli, Milano, 2018 ISBN 978-8807890888.
- L'estate che perdemmo Dio, Torino, Einaudi, 2009 ISBN 978-88-06-19625-7. ; Feltrinelli, Milano, 2021 ISBN 978-8807894435.
- Il corpo docile, Torino, Einaudi, 2013 ISBN 978-88-06-19664-6.
- Le assaggiatrici, Milano, Feltrinelli, 2018 ISBN 978-88-07-03269-1.
- Il corpo docile, Milano, Universale Economica Feltrinelli, 2022 ISBN 9788806196646.
- Mi limitavo ad amare te, Milano, Feltrinelli, 2023 ISBN 978-88-07-03526-5.

### Letteratura per l'infanzia
- Tutti giù per aria, Milano, Salani, 2019 ISBN 9788831001335.

### Reportage
- Il mare in salita, Roma - Bari, GLF editori Laterza, 2011 ISBN 978-88-420-9682-5.

### Antologie
- Ragazze che dovresti conoscere, Torino, Einaudi, 2004 ISBN 88-06-17000-7.
- Working for paradise, Milano, Bompiani, 2009 ISBN 978-88-452-6369-9.

### Drammaturgie
- Tu (non) sei il tuo lavoro, in Rosella Postorino, Vincenzo Latronico, Chiara Valerio, Working for paradise, Milano, Bompiani, 2009 ISBN 978-88-452-6369-9.

### Traduzioni
- Moderato cantabile di Marguerite Duras, Trieste, Nonostante, 2013 ISBN 978-88-98112-01-2.
- Testi segreti di Marguerite Duras, Trieste, Nonostante, 2015 ISBN 978-88-98112-05-0.